# El acústico
El acústico es el segundo álbum en vivo de la banda argentina de blues rock Memphis la Blusera, publicado por DBN en 1999.

## Grabación
El disco fue grabado en vivo en La Trastienda, el 29 de junio de 1999; excepto tracks 12, 13 y 14, grabados en vivo en Estadio Obras Sanitarias el 14 de agosto de 1999.

## Lista de canciones
| N.º     | Título                                                  | Escritor(es)                                          | Duración |  |
| 1.      | «Decime cuando»                                         | Otero - Beiserman                                     | 6:14     |  |
| 2.      | «En todas las ciudades»                                 | Otero - Beiserman                                     | 5:16     |  |
| 3.      | «Blues en Fa»                                           | Otero - García                                        | 5:08     |  |
| 4.      | «Vuelvo a casa mamá»                                    | Otero - Beiserman                                     | 3:19     |  |
| 5.      | «El trepador»                                           | Otero - Beiserman                                     | 4:01     |  |
| 6.      | «La sirenita y el lobo de mar»                          | Otero - Beiserman                                     | 6:04     |  |
| 7.      | «La última lágrima»                                     | Otero - Prado                                         | 4:36     |  |
| 8.      | «Tonto rompecabezas / Montón de nada / Cosa de hombres» | Otero - Beiserman / Otero - Beiserman / Otero - Prado | 6:17     |  |
| 9.      | «Alma bajo la lluvia»                                   | Otero - Beiserman                                     | 5:54     |  |
| 10.     | «Blues de Rosario»                                      | Otero - Beiserman                                     | 4.49     |  |
| 11.     | «La flor más bella»                                     | Otero - Beiserman                                     | 4:07     |  |
| 12.     | «La colmena (Bonus track)»                              | Otero - Beiserman                                     | 3:43     |  |
| 13.     | «Chau Catalana (Bonus track)»                           | Otero - Beiserman                                     | 6:29     |  |
| 14.     | «Seducidos por papi Lucifer (Bonus track)»              | Otero - Beiserman                                     | 2:49     |  |
| 1:08:58 |                                                         |                                                       |          |  |